# Pavel Klimenko
Pour les articles homonymes, voir Klimenko.
Pavel Yuryevich Klimenko, né le 29 juin 1977 et mort le 6 novembre 2024, est un général de division russe, commandant de la 5e brigade de fusiliers motorisés de l'armée russe basée dans l'oblast de Donetsk, en Ukraine.

## Biographie
Pavel Klimenko naît dans le kraï de Stavropol le 29 juin 1977. Diplômé de l'école interarmes de Saint-Pétersbourg, il sert dans le Caucase du Nord et en Crimée avant l'invasion de l'Ukraine par la Russie en 2022. Il est promu au grade de général de division en mai 2024,.
Pendant la guerre en Ukraine, l'unité de Klimenko est accusée d'avoir torturé des soldats russes qui refusaient de se battre. Des sources russes montrent qu'il avait établi un camp de concentration dans une mine abandonnée à l'extérieur de Donetsk,,. La brigade est également accusée d'être responsable du meurtre de Russell Bentley en avril 2024.
Pavel Klimenko est abattu en Ukraine le 6 novembre 2024, à l'âge de 47 ans, frappé par un drone kamikaze,.